# Клинт (Тексас)
Клинт (енгл. Clint) град је у америчкој савезној држави Тексас. По попису становништва из 2010. у њему је живело 926 становника.

## Демографија
Према попису становништва из 2010. у граду је живело 926 становника, што је 54 (5,5%) становника мање него 2000. године.
| Група             | 2000.       | 2010.       |
| Белци             | 141 (14,4%) | 91 (9,8%)   |
| Афроамериканци    | 2 (0,2%)    | 3 (0,3%)    |
| Азијати           | 4 (0,4%)    | 1 (0,1%)    |
| Хиспаноамериканци | 823 (84,0%) | 832 (89,8%) |
| Укупно            | 980         | 926         |